# Чатамска острва
Чатамска острва (енгл. Chatham Islands, мориор.: Rekohu, маор. Wharekauri) архипелаг су и територија Новог Зеланда у Тихом океану. Налазе се 680 км источно од најближе тачке главних острва Новог Зеланда и чини их око десет острва у пречнику од 40 км, обухватају 963 km². Највиши врх је Маунгатере (294 м). Највећа острва су Чатам, Пит и Рангатира. На локалном Мориори језику њихово име значи „магловито сунце“. Званично су део Новог Зеланда од 1842. Године 1966. на острвима је живело 520 људи. Према попису становништва 2013. на острвима живи 600 људи. Административни центар је лука Ваитанги (око 200 становника) на западном делу острва Чатама, а становништво се углавном бави овчарством и рибарством. На острва се за 1.5 до 2 часа лета стиже из Крајстчерча, а летови постоје и из Окланда и Велингтона. Бродом који није вазда на располагању може да се дође после два дана пловидбе.

## Историја
Први насељеници острва су били Маори који су на њима развили културу познату као Мориори. Мориори су били десетковани у периоду између 1835. и 1862, највише због маорске инвазије и поробљавања и од болести које су донели Европљани. Године 1862. ово племе је бројало око 100 припадника, а последњи прави Мориори је умро 1933. Данас се око 1.000 становника Новог Зеланда изјашњава као Мориори.
Први становници острва били су ловци-сакупљачи чија је храна била искључиво морског порекла, народ Мориори. Вилијам Р. Брогхтон је 17. новембра 1791. године крочио на тле острва које је назвао по свом броду HMS Chatham и прогласио их поседом Велике Британије. Острва су постала центар активности китоловаца, па је од заразних болести током контакта са Европљанима и Маорима умрло 10% до 20% мориорске популације. Британци су 1835. раселили Маоре Нгати Мутунга и Нгати Тама из регије Таранаки на Северном острву. Бригантин Lord Rodney, киднапован од Британаца, стигао је 19. новембра поменуте године на Чатамска острва. На њему је било 500 Маора снабдевених пушкама и секирама са резервама од 78 тона кромпира. После тога 5. децембра је допловио још један брод из којег се искрцало 400 Маора.
Маори, познати као окрутни ратници и канибали, направили су прави геноцид над мирољубивим голоруким Мориорима. Ритуално су убили око 10% популације, набијајући на колац мушкарце, жене и децу без разлике и остављајући их на плажама да данима умиру у великим боловима. Јели су мориорска трупла и терали Мориоре да мокре по својим светиштима. Забранили су им да говоре својим језиком и да се међусобно венчавају, чиме су се побринули да изумру. Само 101 Мориор остао је на острвима 1862. године. Последњи говорник мориорског језика био је Хиравану Тапу који је преминуо у мају 1900., а последњи чистокрвни припадник народа Томи Соломон је умро 1933. године.